# Los Llanos (Albacete)
Los Llanos es un barrio de Albacete (España) localizado al sur de la ciudad.
Está situado junto al Aeropuerto de Albacete, la Base Aérea de Los Llanos, la Maestranza Aérea de Albacete, la Escuela de Pilotos TLP de la OTAN y el Parque Aeronáutico y Logístico de Albacete. 
Según el INE, tiene una población de 147 habitantes (2017).